# シンバネットワークアーマンズベースボールクラブ
シンバネットワークアーマンズベースボールクラブは、沖縄県浦添市に本拠地を置き、日本野球連盟に加盟している社会人野球のクラブチームである。
運営母体は、シンバホールディングスの中核企業である総合物流サービスのあんしん。

## 概要
2020年、実業団チームの少ない沖縄県で、野球を続けたい若者の受け皿となることを目指して設立。前年度まで存在していた、ホテルチェーンが母体のクラブチーム・Mr.KINJOベースボールチームの解散と入れ替わりで県野球連盟に登録されたことなるが、初年度の所属選手13名中6名はMr.KINJOの選手であり、そのほかの選手も彼らの伝手を辿って集められた。
選手はあんしんの運送ドライバーなどとして勤務する社員で、繁忙期には物流業務のサポートに回る。球団名の「アーマン」はウチナーグチでヤドカリを意味する。
上記の通り、初年度の所属選手はいわば「寄せ集め」状態だったが、沖縄の社会人野球チームでは沖縄電力の一強の状態が続いている牙城を崩すべく、2010年に史上6校目の春夏甲子園連覇を果たした興南高等学校のメンバーの一人・銘苅圭介を中心に始動。創部8か月にして都市対抗野球大会沖縄県予選・第二代表を勝ち取る番狂わせを起こした。なお、九州地区予選では敗者復活トーナメント2回戦で敗れ、九州地区第2代表枠は逃した。
2021年、全日本クラブ野球選手権大会の九州地区予選を勝ち抜き、初の全国大会出場となった。本戦では1回戦で浜松ケイ・スポーツBCに勝利し、全国大会初勝利を挙げた。

## 設立・沿革
- 2020年（令和2年）1月：創部

## 主要大会の出場歴・最高成績
- 都市対抗野球大会 - 出場0回
- 社会人野球日本選手権大会 - 出場0回
- 全日本クラブ野球選手権大会 - 出場2回、最高成績ベスト8（2021年）

## 元プロ野球選手の競技者登録
- 山下亜文（元：読売ジャイアンツ・福岡ソフトバンクホークス） - 投手（2020年 - ）→ 退団
- 又吉亮文（元：琉球ブルーオーシャンズ・香川オリーブガイナーズ） - 投手（2021年 - ）→ 退団
- 本野一哉（元：琉球ブルーオーシャンズ） - 投手（2021年 - ）→ 退団
- 工藤魁人（元：富山GRNサンダーバーズ） - 内野手（2021年 - ） → 退団
- 大城祐二（元：阪神タイガース・福岡ソフトバンクホークス・福井ミラクルエレファンツ） - コーチ（2023年 - ）

## かつて在籍していた選手
- 銘苅圭介 - コーチ兼内野手（2020年 - ?）